# Albert II de Mònaco
Albert Alexandre Pere Grimaldi, SM Albert II, Príncep Sobirà de Mònaco (Mònaco, 14 de març de 1958), és l'actual Príncep de Mònaco. És el segon fill i únic home de Rainier III de Mònaco i l'actriu estatunidenca, Grace Kelly.

## Vida
És un esportista, va participar en els Jocs Olímpics d'Hivern, el 1988, 1992, 1994, 1998 i 2002 a les carreres de Bob. Va representar a Mònaco en el congrés de l'ONU de 1993 i l'octubre de 2004 al Consell d'Europa.
La sexualitat d'Albert de Mònaco ha despertat contínues controvèrsies que es projecten a la successió del tron del país. Els rumors sombre una homosexualitat oculta després de falsos festejos amb models famoses l'han acompanyat durant tots els seus anys com a príncep hereu. Recentment, després de l'ascensió al tron, ha reconegut al fill de l'hostessa Nicole Coste, Alexandre Coste com a fill seu i el 2006 va reconèixer Jazmin Grace Rotolo, filla d'una altra antiga amant, Tamara Rotolo.
Es va casar amb l'ex nedadora sud-africana Charlene Wittstock l'1 de juliol de 2011. Havien estat vistos junts des del 10 de febrer de 2006, en la cerimònia inaugural dels Jocs Olímpics d'Hivern de 2006 de Torí i poc més tard al Gran Premi de Mònaco. Van assistir a la cerimònia d'inauguració dels Jocs Olímpics d'Estiu de 2008 de Pequín i el "Bal de la Rose" i la princesa Grace Awards Gala el 2009 i la cerimònia d'inauguració dels Jocs Olímpics d'Hivern de 2010 de Vancouver.
La parella va anunciar el seu compromís el 23 de juny de 2010 i van assistir al casament de la princesa hereva Victòria de Suècia i Daniel Westling a Estocolm quatre dies abans del seu propi compromís. El casament va tenir lloc en dos dies: la cerimònia de matrimoni civil va tenir lloc l'1 de juliol de 2011, seguida per la cerimònia religiosa el 2 juliol 2011.
La parella ha tingut dos fills, bessons:
- Gabriela de Mònaco, nascuda el 10 de desembre de 2014.
- Jaume de Mònaco, nascut el 10 de desembre de 2014.[2]